# Jean Asfar
Jean-Gabriel Asfar (in arabo جان غبريال أصفر‎?; Il Cairo, 16 novembre 1917 – Neuilly-sur-Seine, 19 ottobre 2010) è stato uno schermidore egiziano, vincitore di una medaglia di bronzo ai campionati mondiali di scherma.

## Palmarès
In carriera ha ottenuto i seguenti risultati:
- Mondiali di scherma

Il Cairo 1949: bronzo nella spada a squadre.